# Baryphyma insigne
Espèce
Synonymes
- Minyrioloides insignis Palmgren, 1976

Baryphyma insigne est une espèce d'araignées aranéomorphes de la famille des Linyphiidae.

## Distribution
Cette espèce est endémique de Finlande.

## Publication originale
- Palmgren, 1976 : Die Spinnenfauna Finnlands und Ostfennoskandiens. VII. Linyphiidae 2. Fauna Fennica, vol. 29, p. 1-126.